# Tristan Schouten
Tristan Schouten (* 11. März 1982) ist ein ehemaliger US-amerikanischer Radrennfahrer, der überwiegend im Cyclocross aktiv war.

## Sportlicher Werdegang
Erstmals trat Schouten bei den nationalen Meisterschaften 2004 in Erscheinung. In den folgenden Jahren wurde er regelmäßig in den Ergebnislisten geführt. Dabei startete Schouten fast ausschließlich bei Rennen in den Vereinigten Staaten. 2007 wurde er für die Cyclocross-Weltmeisterschaften in Hooglede nominiert, wo er den 57. Platz belegte. in der Vorbereitung nahm er am Weltcup-Rennen in Hoogerheide teil und belegte den 29. Platz.
Schouten gewann während seiner Laufbahn zwei Cyclocrossrennen des internationalen Kalenders: 2006 das Bridgeton City Park-Rennen und 2007 das Crossrennen in Lakeview Terrace. Nachdem er die Anzahl seiner Rennen nach der Saison 2013/14 bereits reduziert hatte, wird er seit 2016 nicht mehr in den internationalen Ergebnislisten geführt.

## Erfolge
2006/07
- Bridgeton City Park

2007/08
- Dam Cros, Lakeview Terrace